# Libertad Demitrópulos
Libertad Demitrópulos (Ledesma, 21 de agosto de 1922-Buenos Aires, 19 de julio de 1998) fue una escritora argentina.
Nació en el departamento jujeño de Ledesma en 1922. Consideró ingresar como monja a la Iglesia Ortodoxa Griega, como algunos miembros de su familia, pero finalmente desistió. A los 18 años comenzó a ejercer como maestra de escuelas en Jujuy hasta 1940, cuando viajó a Buenos Aires para estudiar letras. En 1978 se publica una de sus novelas más importantes, La flor de hierro y, tres años más tarde, Río de las congojas. Contrajo matrimonio con el poeta Joaquín Giannuzzi en 1951. 
Un año antes de su muerte, recibe el Premio Boris Vian por Río de las congojas. Falleció en la Ciudad de Buenos Aires el 19 de julio de 1998.
Es reconocida por su fervorosa militancia peronista; trabajó en el hogar escuela Eva Perón, donde conoció a Evita, cuya biografía publicó en 1984.

## Obra

### Novelas
- 1967: Los comensales
- 1978: La flor de hierro
- 1981: Río de las congojas
- 1984: Sabotaje en el álbum familiar
- 1994: Un piano en Bahía Desolación
- 2013: La mamacoca (póstuma)

### Poesía
- 1951: Muerte, animal y perfume

### Otros
- 1972: Poesía tradicional argentina
- 1984: Eva Perón
- 1986: Quién pudiera llegar a Ma-Noa